# Euphorbia calcicola
Euphorbia calcicola är en törelväxtart som beskrevs av Merritt Lyndon Fernald. Euphorbia calcicola ingår i släktet törlar, och familjen törelväxter. Inga underarter finns listade i Catalogue of Life.